# Metrosideros humboldtiana
Metrosideros humboldtiana är en myrtenväxtart som beskrevs av André Guillaumin. Metrosideros humboldtiana ingår i släktet Metrosideros och familjen myrtenväxter. Inga underarter finns listade i Catalogue of Life.